# WFS
WFS je angleška tričrkovna kratica za »Web Feature Service«, poseben vmesnik, ki omogoča delo z geografskimi pojavami preko spleta in je zelo učinkovit. Za izmenjavo podatkov uporablja označevalni jezik GML, ki temelji na razširljivem označevalnem jeziku XML.
WFS določa OGC.